# Kasimir Fajans
Kasimir (Kazimierz) Fajans, född 27 maj 1887 i Warszawa, död 18 maj 1975 i Ann Arbor, Michigan, var en polsk-tysk-amerikansk kemist.
Fajans promoverades 1910 i Heidelberg för en avhandling om den asymmetriska syntesen. Han arbetade därefter en tid hos Ernest Rutherford i Manchester, blev 1913 docent vid tekniska högskolan i Karlsruhe och kallades 1917 till extra ordinarie professor vid Münchens universitet, där han 1925 blev ordinarie professor i fysikalisk kemi.
Fajans, som var jude, blev 1918 tysk medborgare, men emigrerade 1935 på grund av det nazistiska maktövertagandet från Tyskland till USA, där han 1936–57 var professor vid University of Michigan i Ann Arbor. Han blev amerikansk medborgare 1942.
Fajans viktigaste arbeten behandlar radioaktiva grundämnen. Redan 1911 påvisade han dubbla omvandlingar och förgreningar hos de radioaktiva grundämnena i C-serien. Det av honom 1913 upptäckta grundämnet brevium visade sig vara isotop till det senare upptäckta protaktinium. 
År 1913 uppställde Fajans och Frederick Soddy två så kallade förskjutningslagar, genom vilka radioaktiva ämnens omvandlingar under α-strålning och β-strålning skarpt skiljs. Fajans utförde även viktiga arbeten angående radioaktivt bly. Från 1920 bearbetade han från den moderna atomfysikens ståndpunkt lösningstillståndet hos homopolära och heteropolära föreningar.